# Błagojewgrad (gmina)
Błagoewgrad (bułg. Община Благоевград) – gmina w południowo-zachodniej Bułgarii, w obwodzie Błagojewgrad.

## Miejscowości
Miejscowości wchodzące w skład gminy Błagojewgrad:
- Beło pole (bułg.: Бело поле),
- Bistrica (bułg.: Бистрица),
- Błagojewgrad (bułg.: Благоевград) − siedziba gminy,
- Buczino (bułg.: Бучино),
- Byłgarczewo (bułg.: Българчево),
- Cerowo(bułg.: Церово),
- Deboczica (bułg.: Дебочица),
- Dełwino (bułg.: Делвино),
- Drenkowo (bułg.: Дренково),
- Dybrawa (bułg.: Дъбрава),
- Elenowo (bułg.: Еленово),
- Gabrowo (bułg.: Габрово),
- Gorno Chyrsowo (bułg.: Горно Хърсово),
- Izgrew (bułg.: Изгрев),
- Klisura(bułg.: Клисура),
- Leszko (bułg.: Лешко),
- Lisija (bułg.: Лисия),
- Łogodaż (bułg.: Логодаж),
- Marulewo (bułg.: Марулево),
- Mosztanec (bułg.: Мощанец),
- Obeł (bułg.: Обел),
- Padesz (bułg.: Падеш),
- Pokrownik (bułg.: Покровник),
- Riłci (bułg.: Рилци),
- Seliszte (bułg.: Селище),
- Zelendoł (bułg.: Зелендол),